# HD 85951
Felis eller HD 85951 är en ensam stjärna belägen i den mellersta delen av stjärnbilden Vattenormen. Den har en skenbar magnitud av ca 4,94 och är svagt synlig för blotta ögat där ljusföroreningar ej förekommer. Baserat på parallaxmätning inom Hipparcosuppdraget på ca 6,2 mas, beräknas den befinna sig på ett avstånd på ca 530 ljusår (ca 161 parsek) från solen. Den rör sig bort från solen med en heliocentrisk radialhastighet på ca 50 km/s.

## Nomenklatur
HD 85951 var den ljusaste stjärnan i den nu historiska stjärnbilden Felis. År 2016 organiserade IAU en arbetsgrupp för stjärnnamn (WGSN) med uppgift att katalogisera och standardisera riktiga namn för stjärnor. WGSN fastställde namnet Felis för HD 85951 i juni 2018 och ingår nu i listan över IAU-godkända stjärnnamn.

## Egenskaper
HD 85951 är en orange till röd jättestjärna av spektralklass K5 III. Den har en radie som är ca 40 solradier och har ca  1 065 gånger solens utstrålning av energi från dess fotosfär vid en effektiv temperatur av ca 3 900 K.